# Morgan Amalfitano
Pour les articles homonymes, voir Amalfitano.
Morgan Amalfitano, né le 20 mars 1985 à Nice en France, est un footballeur international français qui a évolué au poste de milieu droit. Il possède également la nationalité italienne[réf. nécessaire].

## Biographie

### CS Sedan (2003-2008)

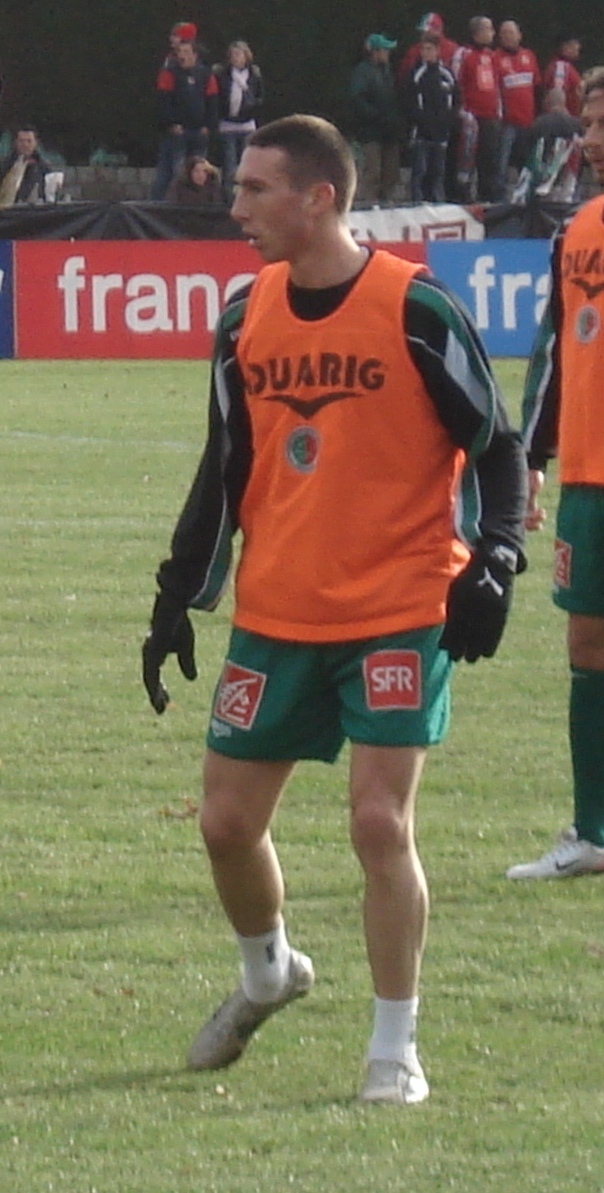
Amalfitano avec le CS Sedan Ardennes en 2007.

Issu du centre de formation de l'AS Cannes, Morgan Amalfitano quitte La Croisette pour les Ardennes en 2003, détecté lors d'un match de 18 ans par Philippe Romieu, recruteur. Il joue son premier match avec le CS Sedan le 6 août 2004 face au FC Lorient lors de la première journée de Ligue 2. Pour sa première saison au club, il trouve régulièrement du temps de jeu et participe à trente-cinq matchs toutes compétitions confondues. Le club termine à la sixième place en championnat et fait une épopée incroyable en Coupe de France. Malgré le fait d'être en deuxième division, il se hisse en finale de la compétition en éliminant plusieurs équipes de division inférieure mais aussi le Paris Saint Germain, pensionnaire de Ligue 1. Il ne fait pas partie de l'équipe qui s'incline au Stade de France face à l'AJ Auxerre deux buts à un.
Il s'impose progressivement au milieu de terrain du CS Sedan Ardennes et participe à la remontée dans l'élite du club en 2006. Pour sa seconde saison avec le club, il participe à trente-quatre matchs de championnats alors que le club termine à la seconde place à seulement trois points du champion Valenciennes FC. 
Il prend part à son premier match en Ligue 1 le 6 août 2006 avec le club ardennais contre l'Olympique de Marseille. Il réalise une première saison pleine en Ligue 1 puisqu'il prend part à 31 matchs de championnat. Les Sangliers sont cependant relégués à l'issue de la saison en terminant à la dix-neuvième place. 
Il joue une dernière saison en Ligue 2 avant de quitter le club. En quatre saisons, il aura porté les couleurs sedanaises à 152 reprises.

### FC Lorient (2008-2011)

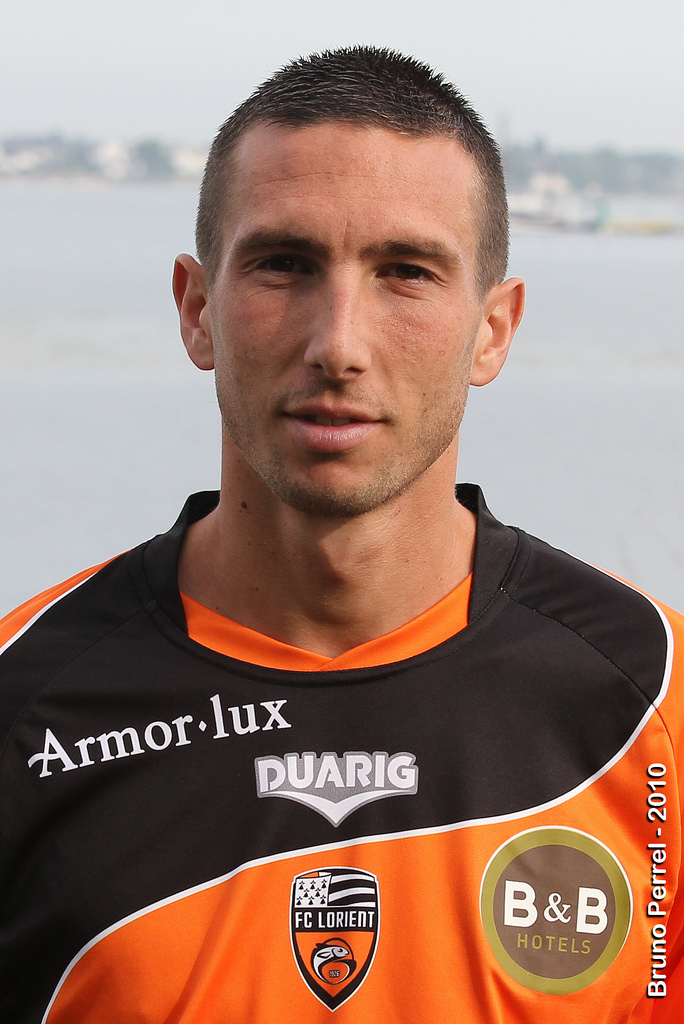
Morgan Amalfitano avec le FC Lorient en 2010.

Le 10 juin 2008, Amalfitano s'engage pour trois ans avec le FC Lorient pour un peu moins de deux millions d'euros. Il joue son premier match avec les merlus le 9 août suivant en entrant en jeu face au Mans UC lors de la première journée de Ligue 1. Il marque le premier but de sa carrière le 15 novembre suivant au Stade Vélodrome lors d'une victoire trois buts à deux contre l'Olympique de Marseille. Il marque deux nouveaux buts lors des victoires contre l'AS Saint-Étienne et le Grenoble Foot 38. Il joue 37 rencontres toutes compétitions confondues.
Après avoir toujours évolué au milieu de terrain, il devient titulaire au poste d'ailier droit lors de la saison 2009-2010 et marque sept buts en 42 rencontres toutes compétitions confondues dont un doublé lors de la victoire contre le Valenciennes FC. Il réussit à trois reprises à offrir une passe décisive et marquer un but lors du même match contre l'AS Monaco, l'AS Saint-Etienne et l'US Boulogne.
Titulaire régulier dans l'équipe de Christian Gourcuff, il dispute plus de 100 matchs en trois ans et son nom est régulièrement cité dans la chronique transferts. Son profil plaît à plusieurs clubs dont les Girondins de Bordeaux, l'OGC Nice, l'AJ Auxerre, l'AS Monaco, l'AS Saint-Étienne ou encore le FC Séville.
Il honore sa dernière saison en jouant toutes les rencontres de championnat, toujours titulaire, il ne manque que cinq minutes de jeu en étant remplacé une seule fois. Il réalise treize passes décisives et se classe deuxième meilleur passeur de Ligue 1 de la saison 2010-2011. Il marque également cinq buts dont un lors des deux confrontations face au RC Lens.

### Olympique de Marseille et prêt en Angleterre (2011-2014)

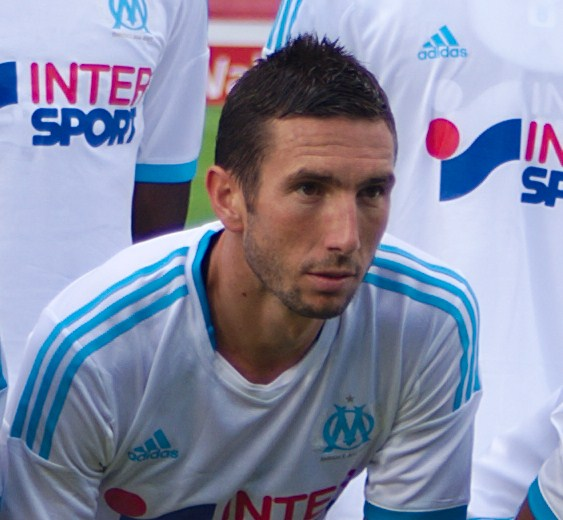
Amalfitano avec l’Olympique de Marseille en 2013.

En fin de contrat avec les Merlus, il signe un contrat de quatre ans en faveur de l'Olympique de Marseille le 9 juin 2011. Il porte le maillot phocéen pour la première fois lors du Trophée des Champions face au Lille OSC qu'il remporte lors de la séance de tirs au but. Il joue le premier match de Ligue des champions de sa carrière en septembre en Grèce face à l'Olympiakos en tant que titulaire. Le 27 novembre suivant, il marque son premier but sous le maillot marseillais lors de la rencontre comptant pour la 15e journée de Ligue 1 face au Paris Saint-Germain lors d'une victoire trois buts à zéro. Titulaire régulier la première saison, il joue cinquante matchs toutes compétitions confondues pour deux buts et dix passes décisives et remporte la coupe de la ligue contre l'Olympique lyonnais en prolongation. Il joue neuf des dix matchs de Ligue des champions, l'OM terminant derrière Arsenal mais devant le Borussia Dortmund avant d'éliminer l'Inter Milan en huitième de finale et d'être éliminé en quart par le Bayern Munich.
La saison suivante, il joue moins mais dispute tout de même trente-six rencontres, en cause, la concurrence et une blessure au genou. Le club termine vice-champion de France derrière le Paris SG.
Le 1er septembre 2013, Morgan Amalfitano est prêté à West Bromwich Albion. Il joue son premier match contre le Fulham FC avant de marquer son premier but sous ses nouvelles couleurs le 21 septembre 2013 contre Sunderland lors d'une victoire trois buts à zéro. Le week-end suivant, il ouvre le score à Old Trafford face à Manchester United. Son équipe l'emporte deux buts à un. Il prend part à trente rencontres.

### West Ham (2014-2015)
Le 1er septembre 2014, indésirable à l'OM et après avoir joué la saison précédente en Premier League, Morgan Amalfitano s'engage à West Ham pour un million d'euros. Il marque son premier but sous le maillot des Hammers lors de la cinquième journée face à Liverpool lors d'une victoire trois buts à un le 20 septembre suivant. Il marque un mois après contre Manchester City lors d'une victoire deux buts à un. Pour sa première saison au club, il dispute vingt-huit rencontres et marque trois buts. Le club termine à la douzième place. 
Apprécié par Sam Allardyce, sur le départ, et n'entrant pas dans les plans du nouvel entraîneur, Slaven Bilic, il quitte West Ham, d'un commun accord avec le club, le 7 octobre 2015 après n'avoir joué que quatre matchs lors du début de saison, tous en Ligue Europa.

### Lille OSC (2016-2017)
Le 7 janvier 2016, il signe au Lille OSC pour deux saisons et demie. Il joue son premier match sous le maillot lillois lors des 16e de finale de coupe de France contre le Trélissac FC lors d'une l'élimination aux tirs au but et retrouve la Ligue 1 trois jours plus tard contre l'ES Troyes lors d'une défaite trois buts à un. La semaine suivante, le 29 janvier, il concède le penalty de l'égalisation face à son ancien club, l'Olympique de Marseille. Le 19 mars, il marque son premier but depuis son retour en France et offre la victoire au LOSC contre le Toulouse FC, un but à zéro. Sous les ordres de Frédéric Antonetti et en compagnie de Boufal et Eder, il est l'un des acteurs majeurs de la remontée du club lillois, de la dix-septième à la cinquième place en championnat. Une bonne dynamique qui les mène également en finale de Coupe de la Ligue, perdue deux buts à un face au Paris SG. Le 10 avril, le LOSC s'impose notamment quatre buts à un face à l'AS Monaco avec une réalisation d'Amalfitano.
Le début de saison 2016-2017 est d'un tout autre acabit. Les lillois sont éliminés d'entrée en tour de qualification de la Ligue Europa par Qäbälä. En septembre, une semaine après une lourde défaite quatre buts à un lors de la réception de l'AS Monaco, Antonetti confie que le LOSC est en crise « de résultats, de jeu, de mentalité, […] de partout. » Il ne peut guère compter sur les performances d'Amalfitano dont la place est contestée par Rony Lopes, Naïm Sliti ou encore Yves Bissouma. Le 18 novembre 2016, après une défaite un à zéro face à l'OL, il est notamment pris en grippe par ses propres supporteurs, cette rencontre restant sa dernière débutée en tant que titulaire dans le Nord. Le 21 janvier 2017, le joueur s'en prend à son entraîneur Patrick Collot. Dix jours plus tard, lors du dernier jour du mercato hivernal, son contrat est résilié d'un commun accord avec le club.

### Stade rennais (2017-2018)
Libre de tout contrat, il signe pour deux saisons et demie, le 1er février 2017, avec le Stade rennais FC où il retrouve Christian Gourcuff. L'entraîneur breton l'intègre directement dans son 4-4-2 au poste de milieu droit. Appelé à suppléer les départs de Grosicki et Ntep, il dispute son premier match en Rouge et Noir dès le 4 février 2017, titularisé face au FC Girondins de Bordeaux, en Ligue 1, et inscrit son premier but face à l'OGC Nice lors d'un match nul deux buts partout, le 12 février. Toutefois il joue peu lors de sa première saison dans le club breton, gênée à deux reprises par un claquage tendineux qui lui font manquer de nombreux matchs.   
Lors de sa première saison complète au club, il joue peu et ne prend part qu'à quinze rencontres. Le 2 août 2018, il résilie son contrat avec le Stade rennais FC. Par la suite, il ne s'engage avec aucun club, signant l'arrêt de sa carrière de footballeur.
En juillet 2019, il est nommé directeur sportif de l'Étoile Football Club Fréjus Saint-Raphaël, club évoluant en National 2. Il est remercié en janvier 2020.

### En sélection nationale (2012)
Le 16 mars 2011, Morgan Amalfitano apparaît pour la première fois sur la liste des pré-sélectionnés que la Fédération française de football envoie aux clubs avant chaque regroupement de l'équipe de France, à l'occasion des matchs contre le Luxembourg et la Croatie. Il n'est cependant pas convoqué pour ces matchs.
Le 23 février 2012, le sélectionneur Laurent Blanc dévoile la liste des Bleus pour le match amical contre l'Allemagne et fait appel à Morgan Amalfitano pour la première fois en équipe de France. Six jours plus tard, il honore sa première sélection en Bleu en entrant à la 68e minute face à la Mannschaft.

## Vie privée
Il est le frère aîné de Romain Amalfitano, également footballeur qui évolue aux Western Sydney Wanderers et le fils de Roger Amalfitano, ancien joueur professionnel en deuxième division française.

## Reconversion

### Directeur sportif
Quasiment un an après sa fin de carrière, l'ancien milieu offensif est nommé directeur sportif de l'Étoile FC Fréjus Saint-Raphaël qui évolue en National 2 (4e division).

## Statistiques

### Statistiques détaillées
| Saison                | Club                        | Championnat           | Championnat | Championnat | Championnat | Coupe nationale | Coupe nationale | Coupe nationale | Coupe de la Ligue | Coupe de la Ligue | Coupe de la Ligue | Supercoupe | Supercoupe | Supercoupe | Compétition(s) continentale(s) | Compétition(s) continentale(s) | Compétition(s) continentale(s) | Compétition(s) continentale(s) | France | France | France | Total | Total | Total |
| Saison                | Club                        | Division              | M.          | B.          | P.d.        | M.              | B.              | P.d.            | M.                | B.                | P.d.              | M.         | B.         | P.d.       | Comp.                          | M.                             | B.                             | P.d.                           | M.     | B.     | P.d.   | M.    | B.    | P.d.  |
| 2004-2005             | CS Sedan Ardennes           | Ligue 2               | 26          | 0           | 0           | 7               | 0               | 0               | 2                 | 0                 | 0                 | -          | -          | -          | -                              | -                              | -                              | -                              | -      | -      | -      | 35    | 0     | 0     |
| 2005-2006             | CS Sedan Ardennes           | Ligue 2               | 34          | 0           | 1           | 2               | 0               | 0               | 3                 | 0                 | 0                 | -          | -          | -          | -                              | -                              | -                              | -                              | -      | -      | -      | 39    | 0     | 1     |
| 2006-2007             | CS Sedan Ardennes           | Ligue 1               | 31          | 0           | 0           | 4               | 0               | 0               | 1                 | 0                 | 0                 | -          | -          | -          | -                              | -                              | -                              | -                              | -      | -      | -      | 36    | 0     | 0     |
| 2007-2008             | CS Sedan Ardennes           | Ligue 2               | 35          | 0           | 0           | 7               | 0               | 0               | -                 | -                 | -                 | -          | -          | -          | -                              | -                              | -                              | -                              | -      | -      | -      | 42    | 0     | 0     |
| Sous-total            | Sous-total                  | Sous-total            | 126         | 0           | 1           | 20              | 0               | 0               | 6                 | 0                 | 0                 | 0          | 0          | 0          | -                              | 0                              | 0                              | 0                              | 0      | 0      | 0      | 152   | 0     | 1     |
| 2008-2009             | FC Lorient                  | Ligue 1               | 35          | 3           | 2           | 1               | 0               | 0               | 1                 | 0                 | 0                 | -          | -          | -          | -                              | -                              | -                              | -                              | -      | -      | -      | 37    | 3     | 2     |
| 2009-2010             | FC Lorient                  | Ligue 1               | 37          | 6           | 6           | 1               | 0               | 0               | 4                 | 1                 | 0                 | -          | -          | -          | -                              | -                              | -                              | -                              | -      | -      | -      | 42    | 7     | 6     |
| 2010-2011             | FC Lorient                  | Ligue 1               | 38          | 5           | 13          | 3               | 0               | 0               | 1                 | 0                 | 0                 | -          | -          | -          | -                              | -                              | -                              | -                              | -      | -      | -      | 42    | 5     | 13    |
| Sous-total            | Sous-total                  | Sous-total            | 110         | 14          | 21          | 5               | 0               | 0               | 6                 | 1                 | 0                 | 0          | 0          | 0          | -                              | 0                              | 0                              | 0                              | 0      | 0      | 0      | 121   | 15    | 21    |
| 2011-2012             | Olympique de Marseille      | Ligue 1               | 32          | 1           | 4           | 3               | 1               | 2               | 4                 | 0                 | 1                 | 1          | 0          | 0          | C1                             | 9                              | 0                              | 2                              | 1      | 0      | 0      | 50    | 2     | 9     |
| 2012-2013             | Olympique de Marseille      | Ligue 1               | 26          | 1           | 3           | 1               | 0               | 0               | 1                 | 0                 | 0                 | -          | -          | -          | C3                             | 8                              | 0                              | 0                              | -      | -      | -      | 36    | 1     | 3     |
| 2013-2014             | Olympique de Marseille      | Ligue 1               | 2           | 0           | 0           | -               | -               | -               | -                 | -                 | -                 | -          | -          | -          | C1                             | -                              | -                              | -                              | -      | -      | -      | 2     | 0     | 0     |
| Sous-total            | Sous-total                  | Sous-total            | 60          | 2           | 7           | 4               | 1               | 2               | 5                 | 0                 | 1                 | 1          | 0          | 0          | -                              | 17                             | 0                              | 2                              | 1      | 0      | 0      | 88    | 3     | 12    |
| 2013-2014             | West Bromwich Albion (prêt) | Premier League        | 28          | 4           | 3           | 1               | 0               | 0               | 1                 | 0                 | 0                 | -          | -          | -          | -                              | -                              | -                              | -                              | -      | -      | -      | 30    | 4     | 3     |
| 2014-2015             | West Ham United             | Premier League        | 24          | 3           | 1           | 4               | 0               | 1               | -                 | -                 | -                 | -          | -          | -          | -                              | -                              | -                              | -                              | -      | -      | -      | 28    | 3     | 2     |
| 2015-2016             | West Ham United             | Premier League        | -           | -           | -           | -               | -               | -               | -                 | -                 | -                 | -          | -          | -          | C3                             | 4                              | 0                              | 1                              | -      | -      | -      | 4     | 0     | 1     |
| Sous-total            | Sous-total                  | Sous-total            | 24          | 3           | 1           | 4               | 0               | 1               | 0                 | 0                 | 0                 | 0          | 0          | 0          | -                              | 4                              | 0                              | 1                              | 0      | 0      | 0      | 32    | 3     | 3     |
| 2015-2016             | LOSC Lille                  | Ligue 1               | 15          | 2           | 0           | 1               | 0               | 0               | 1                 | 0                 | 0                 | -          | -          | -          | -                              | -                              | -                              | -                              | -      | -      | -      | 17    | 2     | 0     |
| 2016-2017             | LOSC Lille                  | Ligue 1               | 17          | 0           | 0           | -               | -               | -               | -                 | -                 | -                 | -          | -          | -          | C3                             | 2                              | 0                              | 0                              | -      | -      | -      | 19    | 0     | 0     |
| Sous-total            | Sous-total                  | Sous-total            | 32          | 2           | 0           | 1               | 0               | 0               | 1                 | 0                 | 0                 | 0          | 0          | 0          | -                              | 2                              | 0                              | 0                              | 0      | 0      | 0      | 36    | 2     | 0     |
| 2016-2017             | Stade rennais FC            | Ligue 1               | 6           | 1           | 0           | -               | -               | -               | -                 | -                 | -                 | -          | -          | -          | -                              | -                              | -                              | -                              | -      | -      | -      | 6     | 1     | 0     |
| 2017-2018             | Stade rennais FC            | Ligue 1               | 14          | 0           | 0           | 1               | 0               | 0               | -                 | -                 | -                 | -          | -          | -          | -                              | -                              | -                              | -                              | -      | -      | -      | 15    | 0     | 0     |
| Sous-total            | Sous-total                  | Sous-total            | 20          | 1           | 0           | 1               | 0               | 0               | 0                 | 0                 | 0                 | 0          | 0          | 0          | -                              | 0                              | 0                              | 0                              | 0      | 0      | 0      | 21    | 1     | 0     |
| Total sur la carrière | Total sur la carrière       | Total sur la carrière | 400         | 26          | 33          | 36              | 1               | 3               | 19                | 1                 | 1                 | 1          | 0          | 0          | -                              | 23                             | 0                              | 3                              | 1      | 0      | 0      | 480   | 28    | 40    |

### Liste des matchs internationaux
| Matchs internationaux de Morgan Amalfitano | Matchs internationaux de Morgan Amalfitano | Matchs internationaux de Morgan Amalfitano | Matchs internationaux de Morgan Amalfitano | Matchs internationaux de Morgan Amalfitano | Matchs internationaux de Morgan Amalfitano | Matchs internationaux de Morgan Amalfitano                    |
|                                            | Date                                       | Lieu                                       | Adversaire                                 | Résultats                                  | Compétitions                               | Notes                                                         |
| ------------------------------------------ | ------------------------------------------ | ------------------------------------------ | ------------------------------------------ | ------------------------------------------ | ------------------------------------------ | ------------------------------------------------------------- |
| 1.                                         | 29 février 2012                            | Weserstadion, Brême, Allemagne             | Allemagne                                  | 1 - 2                                      | Match amical                               | Rentre en jeu à la 68e minute à la place de Mathieu Valbuena. |

## Palmarès

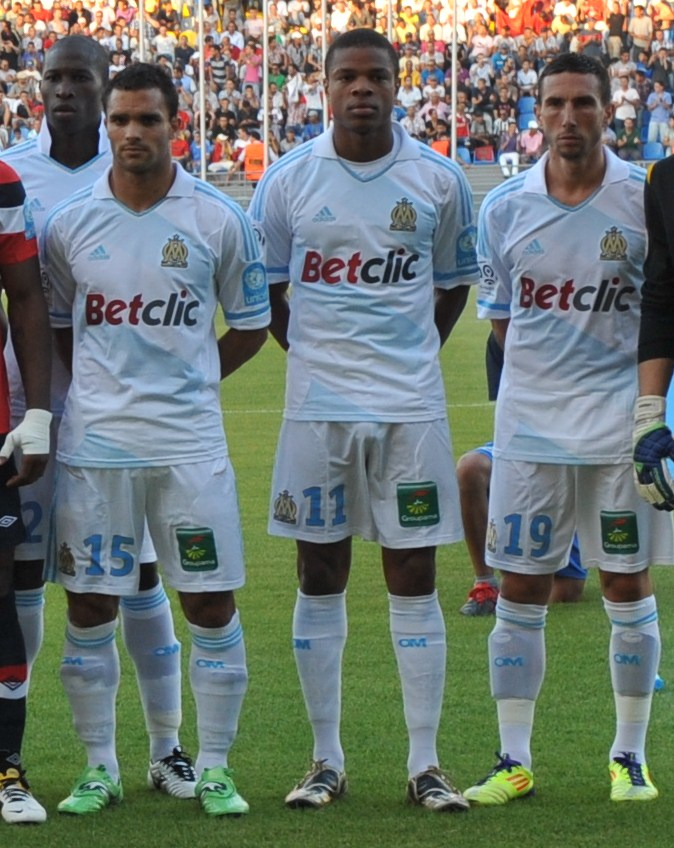
Morgan Amalfitano et son no 19 lors du Trophée des champions 2011.

Morgan Amalfitano est Vice-champion de France de Ligue 2 en 2006 avec le CS Sedan.
Il agrandit son palmarès avec l'Olympique de Marseille en étant tout d'abord vainqueur du Trophée des champions en 2011 (5-4 contre le Lille OSC) avant de remporter la Coupe de la Ligue en 2012 (1-0 contre l'Olympique lyonnais en prolongations). En 2013, il est vice-champion de France.
Sous les couleurs du Lille OSC, il est finaliste de la Coupe de la Ligue en 2016.